# 프럭토올리고당
프락토올리고당(Fructooligosaccharide, FOS)은 대장의 비피더스균에 의해 발효되어 이들 균의 증식을 활성화하여 대장을 자극하고 활성화시켜 변비를 예방하는 등 장기능을 개선하는 역할을 한다.
프럭토올리고당은 기능성 올리고당으로 분류된다.